# Фуенлабрада
Фуенлабрада (ісп. Fuenlabrada) — муніципалітет в Іспанії, у складі автономної спільноти Мадрид. Населення — 198 973 особи (2010).
Муніципалітет розташований на відстані близько 16 км на південний захід від Мадрида.
На території муніципалітету розташовані такі населені пункти: (дані про населення за 2010 рік)
- Фуенлабрада: 171018 осіб
- Лоранка: 27955 осіб

## Демографія
Динаміка населення (INE ):